# Andrómeda (Doré)
Andrómeda (en francés: Andromède) es un cuadro de Gustave Doré, pintado en 1869.
Se refiere al personaje de la mitología griega, Andrómeda, la figura expuesta desnuda atada a una roca antes de que Perseo la salve.
En 1862, Gustave Doré ya había realizado un grabado del mismo tema, pero representó allí la llegada de Perseo preparándose para abatir al monstruo marino.